# Contea di Roosevelt (Nuovo Messico)
La contea di Roosevelt, in inglese Roosevelt County, è una contea dello Stato del Nuovo Messico, negli Stati Uniti. La popolazione al censimento del 2000 era di 18 018 abitanti. Il capoluogo di contea è Portales.

## Geografia
La contea si trova nella parte orientale dello Stato, al confine con il Texas.

### Contee confinanti
- Contea di Quay - nord
- Contea di Curry - nord
- Contea di Bailey (Texas) - est
- Contea di Cochran (Texas) - sud-est
- Contea di Lea - sud
- Contea di Chaves - sud-ovest
- Contea di De Baca - ovest

## Storia
La contea fu creata nel 1903 da parti delle contee di Chaves e Guadalupe. Fu chiamata così in onore del presidente Theodore Roosevelt.

## Comuni

### City
- Portales (capoluogo)

### Town
- Elida

### Villages
- Causey
- Dora
- Floyd

### Aree non incorporate
- Cameo
- Kenna
- Milnesand
- Pep
- Rogers